# Itäkeskus
Itäkeskus (Zweeds: Östra centrum) is een station van de metro van Helsinki.
Het station, dat geopend is op 1 juni 1982, is een bovengronds station. Het ligt 2 kilometer ten oosten van metrostation Siilitie. Op Itäkeskus splitst de lijn zich in twee takken; naar het noorden is het 1,9 kilometer naar Myllypuro en in oostelijk richting is het volgende station het 1 kilometer verder gelegen Puotila.
Dichtbij ligt het Itis winkelcentrum.
Kivenlahti · 
Espoonlahti · 
Soukka · 
Kaitaa · 
Finnoo · 
Matinkylä ·
Niittykumpu ·
Urheilupuisto ·
Tapiola ·
Aalto-yliopisto ·
Keilaniemi ·
Koivusaari ·
Lauttasaari ·
Ruoholahti ·
Kamppi ·
Rautatientori ·
Helsingin yliopisto ·
Hakaniemi ·
Sörnäinen ·
Kalasatama ·
Kulosaari ·
Herttoniemi ·
Siilitie · 
Itäkeskus
Noordelijke tak:
Myllypuro ·
Kontula ·
Mellunmäki
Oostelijke tak:
Puotila ·
Rastila ·
Vuosaari